# Sitio de Galway (1651-1652)

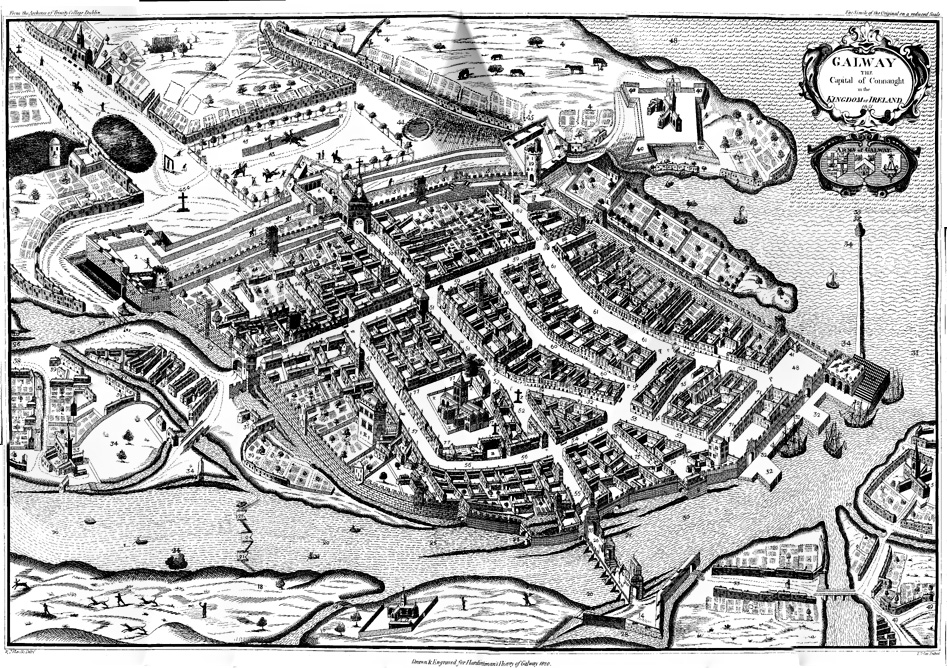
viejo Galway

El asedio de Galway tuvo lugar entre agosto de 1651 y mayo de 1652 durante la actuación de Cromwell en Irlanda. Galway era la última ciudad en poder de las fuerzas católicas irlandesas y su caída marcó el fin de la resistencia organizada a la conquista de los Parlamentaristas.
Los parlamentaristas ingleses estaban dirigidos por Charles Coote, un colono inglés que había dirigidos a las tropas Paralentaristas en el noroeste de Irlanda durante las Guerras Confederadas. Galway estaba guarnecida por confederados irlandeses encabezadoss por Thomas Preston, Vizconde de Tara, muchos de los cuales habían alcanzado Galway tras una infructuosa defensa en Waterford.

## Defensas de Galway
Los ciudadanos de Galway habían pagado defensas modernas con baluartes en la década anterior y la ciudad era muy difícil de asaltar, ya que se hallaba rodeada por la Bahía de Galway al sur, el Lough Corrib al noroeste y Lough Atalia al este. Por tanto, cualquier ataque tenía que realizarse a través de un estrecho pasillo al norte de la ciudad, permitiendo a los defensores concentrar su fuego. Coote era consciente de esto, y, después de su llegada a Galway en agosto de 1651, decidió bloquear la ciudad en lugar de atacar directamente. Situó sus líneas entre Lough Atalia y Lough Corrib y estacionó una flota Parlamentarista en la Bahía para cortar el suministro de provisiones o refuerzos. No obstante, Galway aún tenía una salida hacia el oeste y el general irlandés Richard Farrell estaba acuartelado en Connemara con 3000 hombres más.

## El asedio
En noviembre de 1651, después de la caída de Limerick, Henry Ireton, el comandante Parlamentarista en Irlanda, convirtió la captura de Galway en la prioridad principal para sus fuerzas. Para ello, reforzó a Coote y aumentó el bloqueo en Galway. El asedio duraría siete más meses antes de Galway capitulara. Ulick Burke, Marqués de Clanricarde, que era el comandante supremo de las fuerzas católicas irlandesas, intentó reunir un ejército en Jamestown, Condado de Leitrim para aliviar la situación de los sitiados, pero pocos de los desmoralizados irlandeses respondieron a la llamada. En marzo, una conferencia de oficiales irlandeses en Galway, incluyendo a Clanricarde, decidieron iniciar las negociaciones para la rendición.

## Rendición
Thomas Preston, el gobernador militar de Galway, finalmente accedió a entregar la ciudad el 12 de mayo de 1652. Su posición se había convertido en insostenible, debido a la escasez de alimentos y a un estallido de peste bubónica en la ciudad. Coote aceptó permitir a Preston que abandonara Irlanda junto a la mayor parte de sus tropas para entrar al servicio de España. Las vidas y propiedades de los ciudadanos de Galway fueron respetadas en su mayoría, aunque las familias de mercaderes católicos de la ciudad, las "Tribus de Galway," tuvieron que pagar cuantiosas multas y quedaron excluidas del gobierno municipal de Galway.